# Vicente Navas y Márquez
Vicente Navas y Márquez (Mérida, 12 de julio de 1741 - Comayagua, 1809) fue un religioso español y Obispo de Honduras.

## Biografía
Vicente Navas y Márquez, nació en Mérida, provincia de Extremadura, en España; el 12 de julio de 1741, siendo hijo del matrimonio compuesto por el señor Diego Manuel de Navas y la señora Ynes Nicolasa Márquez. 

## Vida y Obra
Vicente, tomo los hábitos ingresando a la Orden de Santo Domingo, (dominicos) en el Convento de Nuestra Señora de Atocha en Madrid; seguidamente en 1760 la Orden lo envió a Guatemala, donde en 1769 ya era miembro del Convento Grande de Santiago de Guatemala y rector del Colegio Doméstico. Además fungía como procurador de la orden dominica asentada en aquella capitanía General. Navas en un informe al rey de España, le solicitaba la venida de 25 religiosos más y que se suspendiera la secularización, debido a la falta de estímulo económico y que la provincia había entrado en una decadencia de creencias. El rey accedió en el mes de agosto de 1772 a enviarle los religiosos, que fueron reclutados por el mismo Navas en territorio español, de los 25 requeridos, sólo 17 aceptaron en Cádiz y 13 llegaron a América.
En 1773 Navas, se encontraba en Honduras, cuando una noticia le hizo querer volver a Guatemala, su convento había sido presa de un terremoto. Regreso a Guatemala y de allí fue nombrado secretario real ante las cortes de España y Portugal; más tarde, en una visita a Roma se tiene conocimiento que enfermo y tuvo que asentarse en la ciudad eterna para restablecer su salud y volver o a España o a Guatemala. En 1792 regresa a Guatemala donde realizaba actos de procuración de la orden en aquella localidad.

## Obispo de Honduras
Estando en La Habana, Cuba en 1794 es elevado a Obispo de la provincia de Honduras, por lo cual debía trasladarse a su nueva residencia en la Villa de Santa María de la Nueva Valladolid de Comayagua. Navas, mantenía una estrecha amistad y correspondencia con el comerciante guatemalteco Juan Bautista Marticorena, dichas cartas se dejaron de enviar entre 1795 a 1796 perdiendo así todo contacto con los dominicos y por un seguro que Vicente Navas y Márquez había comprado en Cádiz en julio de 1796, cuya suma era de 880 Pesos y que no pudo cancelar y por lo que no se había movilizado hacia Honduras debido a esto, solicitó a Manuel José Pavón que lo cancelase, la cual fue pagada hasta el 20 de julio de 1799. Vicente Navas y Márquez viajó en el bergantín llamado “El Lince” un antiguo guardacostas de La Habana, arribando a las costas de Honduras, al puerto de Trujillo un 15 de agosto de 1802, ocho años después de la muerte del antiguo Obispo Fernando Cardiñanos.
Durante su obispado se encontró con desacuerdos con el proceder del arcediano José Joaquín Beltrán y después le denunciaba a este junto con los miembros de su cabildo.
Realizó un proyecto agrario en su diócesis (dicho sea de paso, denominada “demasiado pobre”) en la cual se regalaban semillas para el cultivo de campos, según la Ley Agraria Madrileña, asimismo publicó sus intenciones en la Gazeta de Guatemala, con lo que obtuvo buenos beneplácitos y confianza del pueblo, Navas prometió una tercera parte de los diezmos para la promoción de la agricultura. Según Navas, era posible dar 35 Pesos a todos los ciudadanos que produjeran 500 plantas de cacao o de café. 
Navas y Márquez recayó y en 1805 se encontraba de nuevo en Guatemala, sus quejas estaban a la orden del día sobre de vivir de la caridad del contador de diezmos señor Juan Rubio y Gemnir. Seguidamente denunció al señor Joaquín Fernández Lindo y Molina por el motivo de haber dejado 600 Pesos de los 7062 Pesos que le correspondían de diezmos, en dicho pleito intervino su hijo don Juan Lindo para obligar a Joaquín Lindo quien se encontraba en una “Feria Ganadera” en Antigua Guatemala, a que pagase la deuda, logrando cancelar 2000 Pesos a Navas. 
El obispo Vicente Navas y Márquez regreso a Comayagua, donde finalmente su enfermedad lo acabó, falleciendo en 1809 y ordenando ser sepultado en la Catedral de Comayagua.